# Grafrath
Grafrath è un comune tedesco di 3 562 abitanti, situato nel land della Baviera.